# Cymatoderma plicatum
Cymatoderma plicatum är en svampart som först beskrevs av Lloyd, och fick sitt nu gällande namn av D.A. Reid 1959. Cymatoderma plicatum ingår i släktet Cymatoderma och familjen Meruliaceae.   Inga underarter finns listade i Catalogue of Life.